# Piggotts
Piggotts, auch Pigott Village, ist ein Ort in der Parish of Saint George auf der Karibikinsel Antigua im Staat Antigua und Barbuda.

## Lage und Landschaft
Piggotts liegt im nördlichen Teil der Insel, vier Kilometer östlich vom Stadtzentrum von Saint John’s und direkt südwestlich des Flughafens. Es liegt am Südende der Northern Hills gegen die Central Plain hin. Durch den Ort führt die Old Parham Road nach Parham, im Süden der Sir Sidney Walling Highway (Factory Road) Richtung Pares.
Mit 1478 Einwohnern (Stand: 2001) gehört Piggotts zu den zehn größten Orten der Insel. Er umfasst etwa 460 Haushalte (Stand: 2008).
Piggotts gliedert sich in Piggotts-Central, Paynters im Südwesten sowie St. Mark’s und Osbourne (auch Osborne). sowie Pigotts Hill im Nordwesten. Mit seinen Nachbarorten ist Piggotts heute weitgehend verwachsen.
| Clare Hall (St. John’s)               | Carlisle                                    | Airport       |
| Skerretts (St. John’s)                | Kompassrose, die auf Nachbargemeinden zeigt | Fitches Creek |
| Potters Tomlinsons (beide St. John’s) | Gunthorbes                                  | Weirs         |

## Geschichte, Infrastruktur und Sehenswürdigkeiten
Im 19. Jahrhundert befanden sich hier die Zuckerrohr-Plantagen Pigott und Osborn. Die Osborns waren schon seit dem 17. Jahrhundert hier ansässig (und auch bei Falmouth und südlich All Saints); im späteren 19. Jahrhundert erwarb Richard Albert Louden Pigott hier Land – er war vorher im Osten der Insel (heute Newfield) beheimatet. Auch die Painters hatten seit dem 17. Jahrhundert hier ein Anwesen (und bei Parham). Historisch findet sich auch St. Mark’s Village nach der hierortigen anglikanischen Kirche.
Der Ort als solcher entwickelte sich erst nach dem Zusammenbruch der privaten Zuckerrohrwirtschaft nach dem Zweiten Weltkrieg. Eine zweite Siedlungsphase fand in den 1970ern und frühen 1980ern statt, als die Regierung die staatliche Antigua Sugar Factory 1972 schloss
und das Land parzelliert zur Besiedlung verteilte.
Piggotts hat zwei Primarschulen (Pigotts Primary, Sunny Side School), eine private Klinik (Pigotts Clinic), und vier Kirchen, St. Marks Anglican Church (Pfarre St. George’s), Bethany Moravian Church (seit 1817), Pigott Pentecostal Church (seit den 1950ern) und eine Seventh Day Adventist Church.
Nahe dem Ort befinden sich der internationale Flughafen von Antigua, V.C. Bird, und – östlich – das Sir Vivian Richards Stadium.
Am Piggotts Hill ist ein Steinbruch in Betrieb.